# Nick Beer
Nick Beer (Interlaken, 17 de septiembre de 1987) es un deportista suizo que compitió en ciclismo de montaña en la disciplina de descenso. Ganó tres medallas en el Campeonato Europeo de Ciclismo de Montaña entre los años 2008 y 2010.

## Medallero internacional
| Campeonato Europeo | Campeonato Europeo        | Campeonato Europeo | Campeonato Europeo |
| Año                | Lugar                     | Medalla            | Competición        |
| ------------------ | ------------------------- | ------------------ | ------------------ |
| 2008               | Caspoggio (Italia)        | Medalla de bronce  | Descenso           |
| 2007               | Kranjska Gora (Eslovenia) | Medalla de oro     | Descenso           |
| 2010               | Hafjell (Noruega)         | Medalla de plata   | Descenso           |